# Prolongoa hispanica
Prolongoa hispanica là một loài thực vật có hoa trong họ Cúc. Loài này được G.López & C.E.Jarvis miêu tả khoa học đầu tiên năm 1984.